# Kickers de Richmond
Maillots
Actualités
Les Kickers de Richmond (en anglais : Richmond Kickers), est une franchise de soccer professionnel basée à Richmond, dans l'État de Virginie, fondée en 1993. La franchise évolue en United Soccer League, le deuxième niveau dans la hiérarchie nord-américaine.

## Histoire
Le 24 janvier 2013, la franchise devient affiliée au D.C. United, formation de MLS.

## Palmarès et records

### Palmarès
| Compétitions nationales | Trophées mineurs                                                                 |
| - USISL Premier League (1) : - Vainqueur : 1995. - A-League : - Vainqueur de la saison régulière : 2001. - Seconde division des USL (2) : - Vainqueur : 2006 et 2009. - Vainqueur de la saison régulière : 2006 et 2007. - United Soccer League : - Vainqueur de la saison régulière : 2013. - US Open Cup (1) : - Vainqueur : 1995. | - James River Cup (7) : - Vainqueur : 1998, 1999, 2000, 2002, 2003, 2004 et 2005 |

### Bilan par saison
| Saison | Niv. | Saison régulière | Saison régulière | Saison régulière | Saison régulière | Saison régulière | Saison régulière | Saison régulière | Position | Position | Séries éliminatoires          | US Open Cup     | Affl. moy. saison régulière |
| Saison | Niv. | M                | V                | N                | D                | BP               | BC               | Pts              | Conf.    | Ligue    | Séries éliminatoires          | US Open Cup     | Affl. moy. saison régulière |
| ------ | ---- | ---------------- | ---------------- | ---------------- | ---------------- | ---------------- | ---------------- | ---------------- | -------- | -------- | ----------------------------- | --------------- | --------------------------- |
| 1993   | 3    | 16               | 8                | -                | 8                | 30               | 30               | 78               | 4e       | 20e      | Demi-finale de division       | Non inscrit     | 2 433                       |
| 1994   | 3    | 18               | 4                | -                | 14               | 21               | 43               | 44               | 9e       | 51e      | Non qualifié                  | Non inscrit     | 985                         |
| 1995   | 4    | 18               | 15               | -                | 3                | 47               | 21               | 128              | 2e       | 3e       | Champion                      | Champion        | 1 109                       |
| 1996   | 2    | 18               | 10               | -                | 8                | 34               | 24               | 28               | 2e       | 9e       | Finaliste                     | Non qualifié    | 1 255                       |
| 1997   | 2    | 28               | 15               | -                | 13               | 41               | 35               | 45               | 3e       | 8e       | Demi-finale de division       | Troisième tour  | 1 925                       |
| 1998   | 2    | 28               | 21               | -                | 7                | 48               | 22               | 57               | 1er      | 3e       | Demi-finale de conférence     | Non qualifié    | 2 527                       |
| 1999   | 2    | 28               | 17               | -                | 11               | 51               | 44               | 69               | 2e       | 11e      | Quart de finale de conférence | Non qualifié    | 2 488                       |
| 2000   | 2    | 28               | 20               | 7                | 1                | 42               | 25               | 84               | 2e       | 5e       | Demi-finale de conférence     | Troisième tour  | 2 192                       |
| 2001   | 2    | 26               | 16               | 1                | 9                | 51               | 34               | 73               | 1er      | 1er      | Quart de finale               | Quart de finale | 2 436                       |
| 2002   | 2    | 28               | 13               | 9                | 6                | 44               | 37               | 65               | 2e       | 7e       | Finaliste                     | Troisième tour  | 2 431                       |
| 2003   | 2    | 28               | 12               | 9                | 9                | 41               | 32               | 43               | 3e       | 11e      | Non qualifié                  | Non qualifié    | 2 273                       |
| 2004   | 2    | 28               | 17               | 8                | 3                | 44               | 29               | 54               | 2e       | 3e       | Demi-finale de conférence     | Quart de finale | 2 333                       |
| 2005   | 2    | 28               | 10               | 9                | 9                | 28               | 30               | 39               | -        | 6e       | Finaliste                     | Quatrième tour  | 2 754                       |
| 2006   | 3    | 20               | 13               | 3                | 4                | 50               | 20               | 43               | -        | 1er      | Champion                      | Deuxième tour   | 2 341                       |
| 2007   | 3    | 20               | 12               | 3                | 5                | 37               | 15               | 41               | -        | 1er      | Finaliste                     | Quart de finale | 2 594                       |
| 2008   | 3    | 20               | 14               | 4                | 2                | 48               | 20               | 44               | -        | 2e       | Demi-finale                   | Troisième tour  | 2 519                       |
| 2009   | 3    | 20               | 11               | 3                | 6                | 39               | 18               | 39               | -        | 2e       | Champion                      | Premier tour    | 2 874                       |
| 2010   | 3    | 20               | 9                | 5                | 6                | 25               | 20               | 33               | -        | 2e       | Finaliste                     | Troisième tour  | 2 044                       |
| 2011   | 3    | 24               | 12               | 7                | 5                | 35               | 21               | 41               | 3e       | 3e       | Finale de division            | Demi-finale     | 2 545                       |
| 2012   | 3    | 24               | 11               | 8                | 5                | 31               | 27               | 38               | -        | 4e       | Premier tour                  | Troisième tour  | 2 433                       |
| 2013   | 3    | 26               | 15               | 10               | 1                | 51               | 24               | 55               | -        | 1er      | Demi-finale                   | Troisième tour  | 2 637                       |
| 2014   | 3    | 28               | 13               | 12               | 3                | 53               | 28               | 51               | -        | 4e       | Demi-finale                   | Quatrième tour  | 2 679                       |
| 2015   | 3    | 28               | 10               | 11               | 7                | 41               | 35               | 41               | 6e       | 12e      | Premier tour                  | Quatrième tour  | 3 747                       |
| 2016   | 3    | 30               | 12               | 9                | 9                | 33               | 26               | 45               | 7e       | 12e      | Premier tour                  | Troisième tour  | 3 996                       |
| 2017   | 2    | 32               | 8                | 8                | 16               | 24               | 36               | 32               | 14e      | 25e      | Non qualifié                  | Deuxième tour   | 4 665                       |
| 2018   | 2    | 34               | 6                | 4                | 24               | 30               | 80               | 22               | 15e      | 31e      | Non qualifié                  | Quatrième tour  | 3 976                       |
| 2019   | 3    |                  |                  |                  |                  |                  |                  |                  |          |          |                               | Deuxième tour   |                             |

## Personnalités du club

### Entraîneurs
Le tableau suivant présente la liste des entraîneurs du club depuis 1993.
| Rang | Nom            | Période   |
| ---- | -------------- | --------- |
| 1    | Bobby Lennon   | 1993      |
| 2    | John Kerr      | 1994      |
| 3    | Dennis Viollet | 1995-1996 |

| Rang | Nom               | Période     |
| ---- | ----------------- | ----------- |
| 4    | Frank Kohlenstein | 1997        |
| 5    | Colin Clarke      | 1998-1999   |
| 6    | Leigh Cowlishaw   | depuis 2000 |

### Joueurs emblématiques
- Tim Brown (2004-2006)
- Brian Carroll (2003)
- Philippe Davies (2012-2013)
- Dwayne De Rosario (1999-2000)
- Tishan Hanley (2014)
- Taylor Kemp (2013-2014)
- Onandi Lowe (1999)
- Michael Seaton (2013)
- Bryan Namoff (2002-2003)
- Clyde Simms (2004)
- David Testo (2003)
- Richie Williams (1993, 1994-1995, 2004-2005)

## Soutien et image

### Logos

1993-2011
2012-2025
Depuis 2025

### Groupes de partisans
Le principal groupe de partisans des Kickers est le River City Red Army.

### Rivalités
Les Kickers partageaient une rivalité dans l'État contre les Mariners de Virginia Beach baptisée James River Cup, entre les saisons 1996 et 2006. La franchise remporte sept fois la coupe. La franchise de Virginia Beach est dissoute en 2007.